# Métro de Thessalonique
Le métro de Thessalonique (en grec moderne : Μετρό Θεσσαλονίκης), mis en service le 30 novembre 2024, est un réseau de transport en commun en site propre souterrain desservant la ville grecque de Thessalonique, en Macédoine-Centrale.

## Histoire

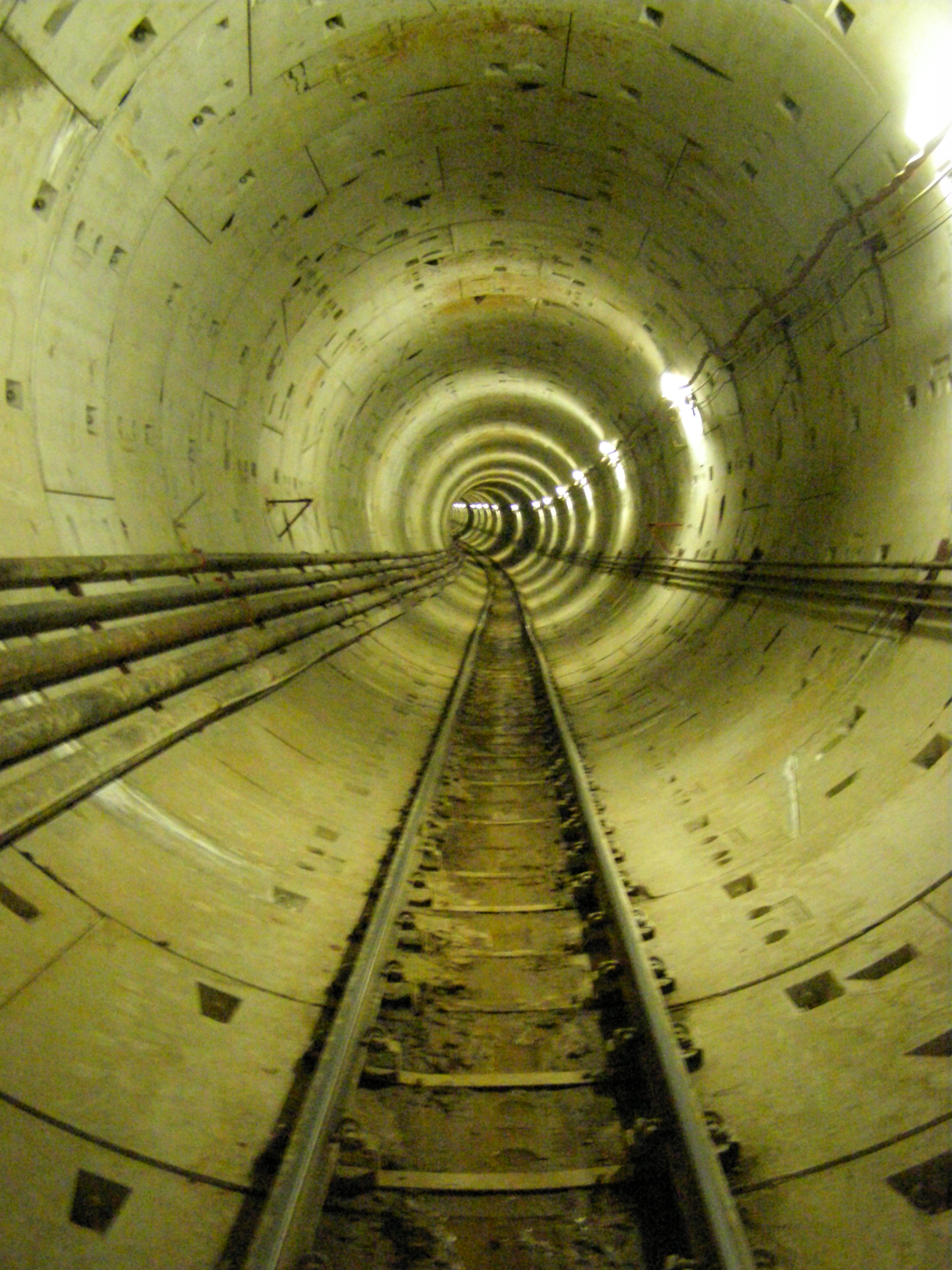
Tunnel du métro de Thessalonique en construction

La construction du métro de Thessalonique a commencé en 2006 et devait initialement s'achever en 2015. Les travaux ont commencé le 2 septembre 2008 et la section entre les deux premières stations achevée le 11 novembre 2009.
La première personne à proposer un système de métro pour la ville était l'architecte français Ernest Hébrard, directeur de la reconstruction de la ville à la suite de l'incendie de 1917, afin d'améliorer la desserte entre le centre-ville et sa banlieue.
L'idée de la construction du métro a été sérieusement considérée à partir des années 1980. Entre 1986 et 1988, un petit tunnel avait été creusé sous la route Egnatia, puis les travaux se sont arrêtés par manque de financement.
Ils n'ont repris que vingt ans plus tard, en raison d'une série d'échecs des appels d'offres entre l'État grec et les concessionnaires. La première phase du projet, la ligne 1, comprend 9,6 km de ligne double souterraine (deux tunnels séparés parallèles), 13 stations et un dépôt dans l'extrémité sud de la ligne. Le budget total de ce projet est de 1,1 milliard d'euros. Une partie de ce budget (250 millions d'euros) est financée par le Cadre Communautaire d'Appui et un emprunt de 250 millions d'euros a été contracté à la Banque européenne d'investissement.
Le lancement de la deuxième phase du projet a été approuvé avant la mise en service de la ligne 1, et en mai 2009 la compagnie de construction Attiko Métro S.A. recherchait des concessionnaires pour l'extension à la banlieue est de Kalamariá. Attiko Metro a prétendu que la construction simultanée des stations de correspondance épargnerait à la ligne principale une fermeture éventuelle lors de travaux de la deuxième phase.
Après 18 ans de travaux, le réseau métropolitain de Thessalonique est officiellement inauguré le 30 novembre 2024 avec la mise en service de la ligne 1,.

## Exploitation
Le métro de Thessalonique a plusieurs similarités avec celui de Copenhague. Il dispose de 18 rames automatiques de type AnsaldoBreda Driveless Metro fournies par le constructeur Hitachi Rail Italy qui circulent dans deux tunnels séparés, et toutes les stations sont équipées de portes palières pour la protection des voyageurs.

## Lignes et stations du réseau métropolitain de Thessalonique

### Ligne 1
|  |   |  | Station                      | Date d'ouverture | Sites d'intérêt |  |
|  | - |  | ---------------------------- | ---------------- | --- |  |
|  | o |  | Néos Sidirodromikós Stathmós | 30 novembre 2024 | Nouvelle gare de Thessalonique (en) Musée de l'holocauste (futur)                                                                          |  |
|  | ο |  | Dimokratías                  | 30 novembre 2024 | Église des Saints-Apôtres Hammam Pacha (el)                                                                                                |  |
|  | ο |  | Venizélou                    | 30 novembre 2024 | Mosquée Hamza-Bey Bezesten (el) Église de la Panagía Chalkéon Musée juif Forum romain (en) Marché Modiano                                  |  |
|  | o |  | Agías Sofías                 | 30 novembre 2024 | Église Sainte-Sophie Église de l'Acheiropoiètos Hammam Bey Manoir Lóngos                                                                   |  |
|  | o |  | Syntriváni                   | 30 novembre 2024 | Arc de Galère Chapelle du Sauveur Murs d'enceinte                                                                                          |  |
|  | o |  | Panepistímio                 | 30 novembre 2024 | Université Aristote Stade Kaftanzoglio Musée de la guerre Palais des sports Alexándrio Mélathro (el) Fondation des Beaux-Arts de Teloglion |  |
|  | o |  | Papáfi                       | 30 novembre 2024 | |  |
|  | o |  | Efklídi                      | 30 novembre 2024 | Nouvelle Mosquée |  |
|  | o |  | Fléming                      | 30 novembre 2024 | |  |
|  | o |  | Analípseos                   | 30 novembre 2024 | |  |
|  | o |  | 25is Martíou                 | 30 novembre 2024 | Villa Mordoch |  |
|  | o |  | Voúlgari                     | 30 novembre 2024 | Villa Allatini |  |
|  | o |  | Néa Elvetía                  | 30 novembre 2024 | |  |

## Prolongements
La construction de la deuxième phase (les prolongements) vers Kalamariá (au sud) et Efkarpía (au nord) va commencer avant l'achèvement de la première phase. L'inauguration de ces extensions était respectivement prévue pour les années 2016 et 2018.
Le concessionnaire du prolongement vers Kalamariá, long de 4,8 km, a été choisi le 10 juillet 2009 et le coût de l'investissement est 682 millions d'euros. La plus grande partie du financement (400 millions d'euros) proviendra du cadre de référence stratégique national (CRSN). Il est estimé que la mise en service de cette ligne desservira chaque jour 87 000 usagers.
Début janvier 2012, l'avenir de la bifurcation vers Stavroúpoli et Efkarpía est incertain.

### Deuxième phase
- Bifurcation vers Kalamariá (à la station 25is Martíou)

|  |   |  | Station      | Situation       | Sites d'intérêt |  |
|  | - |  | ------------ | --------------- | --------------- |  |
|  | o |  | 25is Martíou | en service      |                 |  |
|  | ο |  | Nomarchía    | en construction |                 |  |
|  | ο |  | Kalamariá    | en construction |                 |  |
|  | o |  | Aretsoú      | en construction |                 |  |
|  | o |  | Néa Kríni    | en construction |                 |  |
|  | o |  | Míkra        | en construction |                 |  |

- Bifurcation vers Stavroúpoli et Néa Efkarpia (à la station Dimokratías)

|  |   |  | Station      | Situation  | Sites d'intérêt |  |
|  | - |  | ------------ | ---------- | --------------- |  |
|  | o |  | Dimokratías  | en service |                 |  |
|  | ο |  | Neápoli      | planifiée  |                 |  |
|  | ο |  | Pávlou Melá  | planifiée  |                 |  |
|  | o |  | Stavroúpoli  | planifiée  |                 |  |
|  | o |  | Políchni     | planifiée  |                 |  |
|  | o |  | Efkarpía     | planifiée  |                 |  |
|  | o |  | Papageorgíou | planifiée  |                 |  |

### Troisième phase
La troisième phase comprend de proposition pour d'autres prolongements vers le nord-ouest et le sud-est de l'agglomération. Les travaux de cette phase doivent commencer après l'achèvement de ceux de la deuxième. À l'issue de cette dernière phase, le réseau de métro sera long de 33 km.
- Bifurcation d'Évosmos (à la station Νéos Sidirodromikós Stathmós)

|  |   |  | Station                      | Situation  | Sites d'intérêt |  |
|  | - |  | ---------------------------- | ---------- | --------------- |  |
|  | o |  | Νéos Sidirodromikós Stathmós | en service |                 |  |
|  | ο |  | Ambelókipi                   | planifiée  |                 |  |
|  | ο |  | Meneméni                     | planifiée  |                 |  |
|  | o |  | Évosmos                      | planifiée  |                 |  |
|  | ο |  | Elefthério-Kordélio          | planifiée  |                 |  |

- Bifurcation de Toúmba (à la station Panepistímio)

|  |   |  | Station     | Situation  | Sites d'intérêt |  |
|  | - |  | ----------- | ---------- | --------------- |  |
|  | o |  | Papáfi      | en service |                 |  |
|  | ο |  | Toúmba      | planifiée  |                 |  |
|  | ο |  | Chariláou   | planifiée  |                 |  |
|  | o |  | Néa Elvetía | en service |                 |  |

## Parcs relais
Lors de son inauguration en 2023, la ligne principale devrait être équipée de quatre parcs relais souterrains, dont deux de 1 050 places sous la station Νéos Sidirodromikós Stathmós (Gare de Thessalonique (en)) à l'extrémité nord de la ligne, un de 1 000 places sous la station Panepistímio (Université Aristote de Thessalonique), et un de 650 places à la station Néa Elvétia à l'extrémité sud de la ligne.